# 랙스페이스 테크놀로지

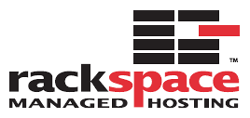
랙스페이스의 과거 로고. (2008년 이전)

랙스페이스(Rackspace Inc.)는 텍사스주 샌안토니오의 교외 지역인 미국 텍사스주 윈드크레스트에 위치한 매니지드 클라우드 컴퓨팅 기업이다.
이 회사는 또한 영국, 스위스, 네덜란드, 독일, 싱가포르, 멕시코, 홍콩에도 오피스가 있다.
랙스페이스는 데이터 센터를 보유하고 있으며, 이 센터들은 텍사스주, 시카고, 버지니아주, 영국, 독일, 오스트레일리아, 홍콩에서 운영되고 있다.
이 기업의 이메일 및 앱 부서는 버지니아주, 블랙스버그에서 운영되며, 다른 오피스들은 텍사스주 오스틴에 위치해 있다. 2016년 랙스페이스는 샌프란시스코 오피스를 폐쇄하였다.
랙스페이스는 2008년 공개되어 2016년 아폴로 글로벌 매니지먼트 LLC에 의해 인수되었다.

## 오픈스택
2010년, 랙스페이스는 오픈스택 오브젝트 스토리지 구성 요소가 되기 위해 클라우드 파일 제품의 소스 코드를 아파치 라이선스 하에 오픈스택 프로젝트에 기여하였다.
2012년 4월, 랙스페이스는 오픈스택 컴퓨트를 자사의 클라우드 서버 제품의 기반 기술로서 구현할 것이라 발표하였다. 이러한 변화에는 새로운 제어판, 데이터베이스를 제공하는 애드온 클라우드 서비스, 서버 모니터링, 블록, 버추얼 네트워크가 도입되었다. 2015년, 2명의 랙스페이스 경영진들이 오픈스택 재단의 이사회에 선출되었다. 2016년 2월 인터뷰에서 CTO John Engates는 랙스페이스가 오픈스택을 사용하여 자사의 퍼블릭/프라이빗 클라우드를 지원할 것이라고 언급했다.